# Carte Vitale

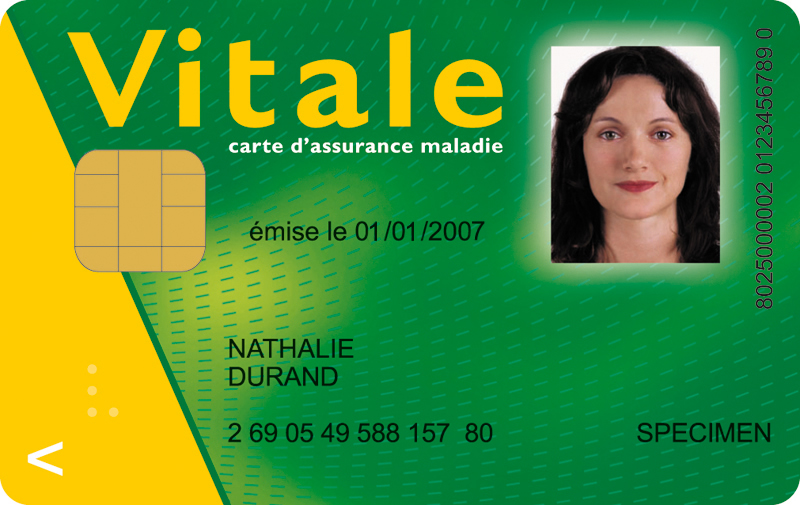
Carte Vitale 2

Die Carte Vitale ist die elektronische Krankenversicherungskarte der gesetzlichen Krankenversicherung in Frankreich, die alleinig durch die Sozialversicherung getragen wird. Sie wurde ab 1998 als Chipkarte eingeführt, um eine elektronische Verrechnung der Kosten der Basisleistungen zu ermöglichen. Seit 2007 wird die zweite Generation, die „Carte Vitale 2“ ausgegeben, die ein Lichtbild des Karteninhabers und einige weitere neu hinzugekommene Informationen enthält. Die Karte enthält keine Informationen zum Gesundheitszustand der Versicherten oder zu erbrachten medizinischen Leistungen.

## Ausgabe der Carte Vitale
Die Carte Vitale wird an alle sozialversicherungspflichtigen französischen Staatsbürger und in Frankreich ansässigen sozialversicherungspflichtigen Ausländer ab einem Alter von 16 Jahren ausgehändigt. Versicherte Kinder werden auf Antrag auf den Karten eines oder beider Elternteile mit registriert.

## Benutzung

### Abrechnung von Leistungen
Bei der Inanspruchnahme medizinischer Leistungen legt der Versicherte die Karte dem Leistungserbringer (Arzt, Apotheker, Krankenhaus usw.) vor. Dieser verfügt über eine Einrichtung zum Auslesen der Karte und zur Übertragung der Daten zu den erbrachten Leistungen an die Primärkasse. Der Bediener des Ausleseterminals muss sich über eine ihm persönlich zugeordnete weitere Chipkarte (Carte de personnel d’établissement, CPE) ausweisen. Falls der Versicherte über eine private Zusatzversicherung (Mutuelle) verfügt und diese der Primärkasse bekannt ist, werden die Informationen auch der Zusatzversicherung automatisch zugestellt. Die Erstattung der Kosten erfolgt dann automatisch, und zwar sowohl für den von der Primärkasse getragenen als auch für den von der Mutuelle übernommenen Teil. Dies gilt sowohl für Fälle, in denen die Kosten zunächst vom Patienten ausgelegt werden und von den Kassen an diesen zurückerstattet werden (tiers garant), als auch für den Fall der direkten Erstattung von den Kassen an den Leistungserbringer (tiers payant). Die Erstattung von der Primärkasse an den Patienten soll innerhalb von fünf Tagen erfolgen.

### Ersatzverfahren bei Defekt, Verlust oder Panne
Kann der Versicherte keine Carte Vitale vorweisen oder ist diese defekt, so kann er eine Krankenversicherungsbestätigung (Attestation de droits) von seiner Primärkasse (Caisse primaire d’assurance maladie) bekommen. Diese kann als Versicherungsnachweis dienen, ermöglicht aber bei der Inanspruchnahme medizinischer Leistungen nicht die automatische Erfassung und Weiterleitung an die Krankenkasse. Der Leistungserbringer muss in diesem Fall eine Behandlungsbestätigung (Feuille de soins) ausfüllen, die der Versicherte an seine Kasse versendet, um in den Genuss einer Kostenerstattung zu kommen. Dieses Verfahren kommt auch zum Einsatz, wenn die technischen Voraussetzungen zum elektronischen Auslesen der Karte und/oder zur Übertragung der Daten beim Leistungserbringer nicht vorliegen.

### Aktualisierung der Daten auf dem Chip
Veränderungen der persönlichen Situation, die der Kasse mitgeteilt worden sind, können vom Karteninhaber selbst durch Aktualisierung der Karte an dafür vorgesehenen Terminals in den Datenbestand des Kartenchips übernommen werden. Die Terminals sind in den meisten Apotheken und Krankenhäusern vorhanden. Der Karteninhaber muss die Karte mindestens einmal jährlich auf diese Weise aktualisieren.

### Verwendung außerhalb des Gesundheitswesens
Die Carte Vitale mit Lichtbild kann auch außerhalb des Gesundheitswesens als Ausweis genutzt werden, zum Beispiel bei Personenkontrollen durch die Polizei oder zum Identitätsnachweis bei der Stimmabgabe zu politischen Wahlen.

## Gespeicherte Daten
Art und Umfang der auf der Carte Vitale 2 elektronisch gespeicherten Daten sind durch interministeriellen Beschluss vom 14. März 2007 festgelegt.
Hiernach enthält der elektronische Speicherchip auf der Karte neben einigen Informationen zur Karte selbst (Typ, Seriennummer, Datum der zuletzt erfolgten Aktualisierung) eine Reihe persönlicher Daten.
Zu diesen gehören Vor- und Zuname des Karteninhabers, dessen Geburtsdatum, Anschrift und ein nicht zur biometrischen Kontrolle geeignetes Lichtbild, zudem die
Identität eines ggfs. vom Karteninhaber gewählten behandelnden Arztes.
Für den Karteninhaber und jeden weiteren durch ihn mitversicherten und auf der Karte verzeichneten Anspruchsberechtigten (z. B. Kinder) enthält der Speicherchip zudem die Sozialversicherungsnummer und Informationen zur Art der Anspruchsberechtigungen, zu eventuellen Kostenbefreiungen und deren Gültigkeitszeitraum.
Weiterhin können nach gesetzlicher Grundlage Informationen zu bestehenden privaten Zusatzkrankenversicherungen und Versicherung gegen Arbeitsunfälle aller Anspruchsberechtigten auf der Karte gespeichert sein.
Schließlich können noch die Kontaktinformationen einer vom Karteninhaber benannten, im Notfall zu benachrichtigenden Person sowie ein Hinweis zu erfolgter Belehrung über die Regeln zur Organentnahme gespeichert werden.

## Versicherungsnachweis im europäischen Ausland

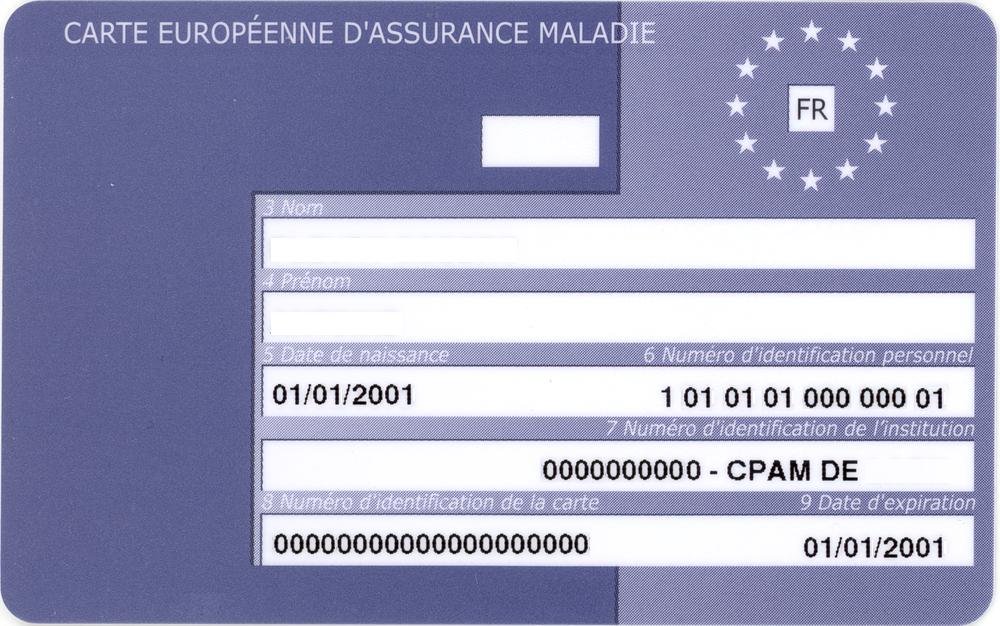
Französische Version der europäischen Krankenversicherungskarte

Die Carte Vitale ist nur in Frankreich nutzbar. In einem Großteil des europäischen Auslands können Inhaber einer Carte Vitale ihre Versicherung mit der europäischen Krankenversicherungskarte (EKVK, frz. Carte européenne d’assurance maladie, CEAM) nachweisen; diese ist jedoch – anders als etwa bei den Krankenversicherungskarten in Deutschland und Österreich – nicht in die Carte Vitale integriert und hat auch keinerlei elektronische Funktion. Sie wird separat und nur auf Anfrage ausgegeben. Im Unterschied zur Carte Vitale ist ihre Gültigkeit befristet auf maximal zwei Jahre, und jeder Anspruchsberechtigte (auch mitversicherte Kinder) benötigt eine eigene EKVK. Der Antrag auf Erneuerung kann erst nach Ablauf der Gültigkeit einer eventuell noch vorhandenen Karte gestellt werden.